# Torneo de Marruecos 2017
El Grand Prix SAR La Princesse Lalla Meryem de 2017 fue un torneo profesional de tenis femenino jugado en canchas de arcilla. Fue la 17.ª edición del torneo que forma parte de los torneos internacionales del 2017 de la WTA. Se llevó a cabo en Rabat, Marruecos entre el 1 el 6 de mayo de 2017.

## Cabezas de serie

### Individual
| Tenista                   | Ranking | Preclasificada |
| Anastasiya Pavliuchenkova | 16      | 1              |
| Timea Bacsinszky          | 22      | 2              |
| Daria Gavrilova           | 27      | 3              |
| Timea Babos               | 30      | 4              |
| Yulia Putintseva          | 31      | 5              |
| Irina-Camelia Begu        | 25      | 6              |
| Lauren Davis              | 35      | 7              |
| Alison Riske              | 39      | 8              |

- Ranking del 24 de abril de 2017.

### Dobles
| Tenista                              | Ranking | Preclasificada |
| Tímea Babos Andrea Hlaváčková        | 23      | 1              |
| Darija Jurak Anastasia Rodionova     | 67      | 2              |
| Raluca Olaru Olga Savchuk            | 102     | 3              |
| Barbora Krejčiková Alla Kudryavtseva | 105     | 4              |

## Campeonas

### Individual
Anastasiya Pavliuchenkova venció a  Francesca Schiavone por 7-5, 7-5

### Dobles
Tímea Babos /  Andrea Hlaváčková vencieron a  Nina Stojanović /  Maryna Zanevska por 2-6, 6-3, [10-5]